# Vilavelhense Futebol Clube
Maillots
Le Vilavelhense Futebol Clube est un club brésilien de football basé à Vila Velha dans l'État de l'Espírito Santo.